# Noge
Noge – hiszpański producent autokarów i autobusów  z siedzibą w Katalonii.

## Historia i opis przedsiębiorstwa
Przedsiębiorstwo produkuje autobusy i autokary na różnych możliwych podwoziach. Ich produkty są sprzedawane w całej Europie Zachodniej. Fabryka była założona w miejscowości Arbúcies, w prowincji Girona w Katalonii, w 1964 roku przez byłego pracownika Ayats Miquel Genabat Puig i Josep Noguera, który oddzielił się od przedsiębiorstwa w 1978 roku. Noge rozpoczęło swoją działalność na rynku autobusów miejskich, ale wkrótce rozszerzono działalność na segment autobusów międzymiastowych i luksusowych autokarów. W czasach swojej świetności fabryka zatrudniała ponad 250 pracowników i produkowała średnio 600 pojazdów rocznie.

## Galeria

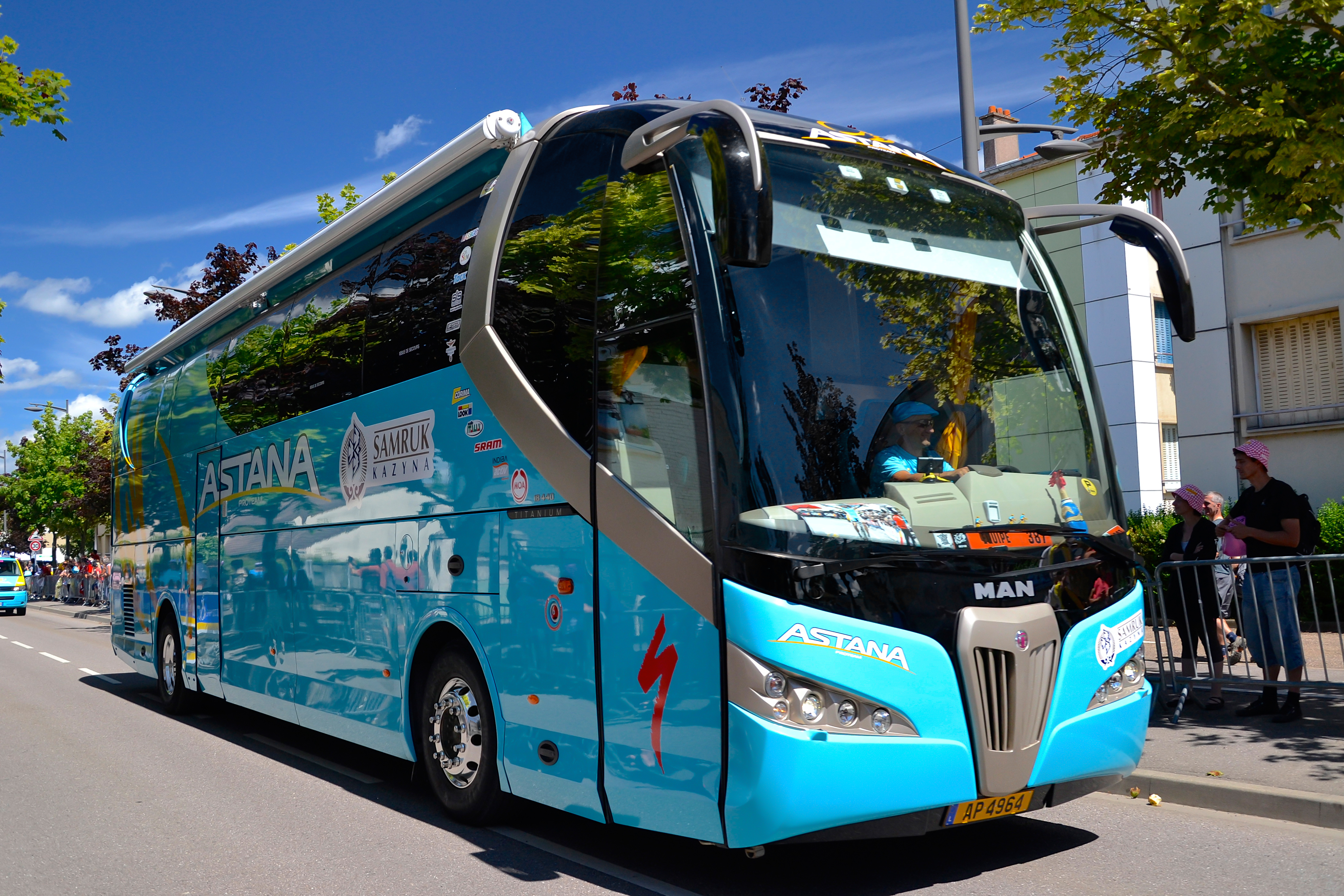
Noge Titanium w Berlinie
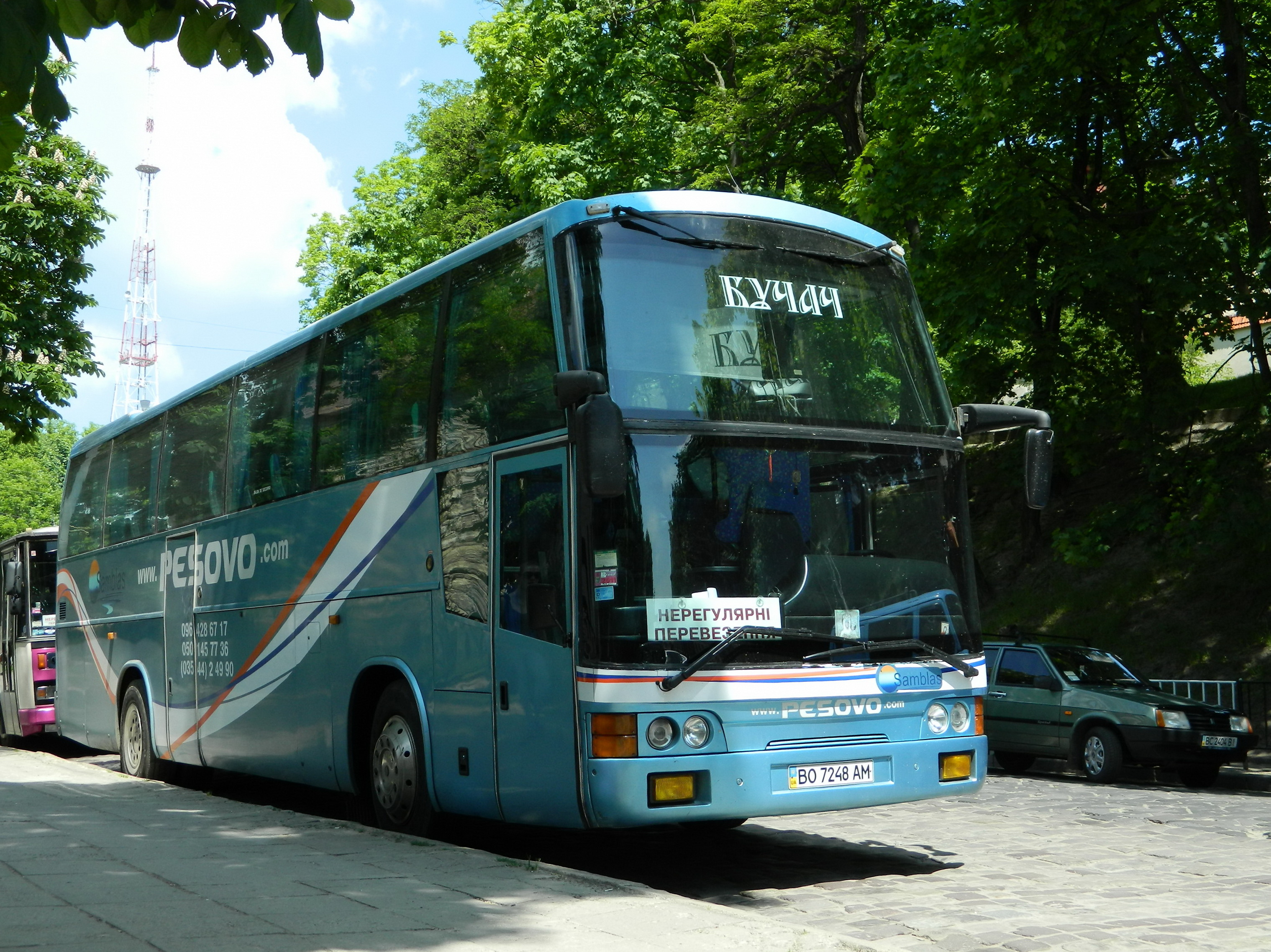
Noge Etna
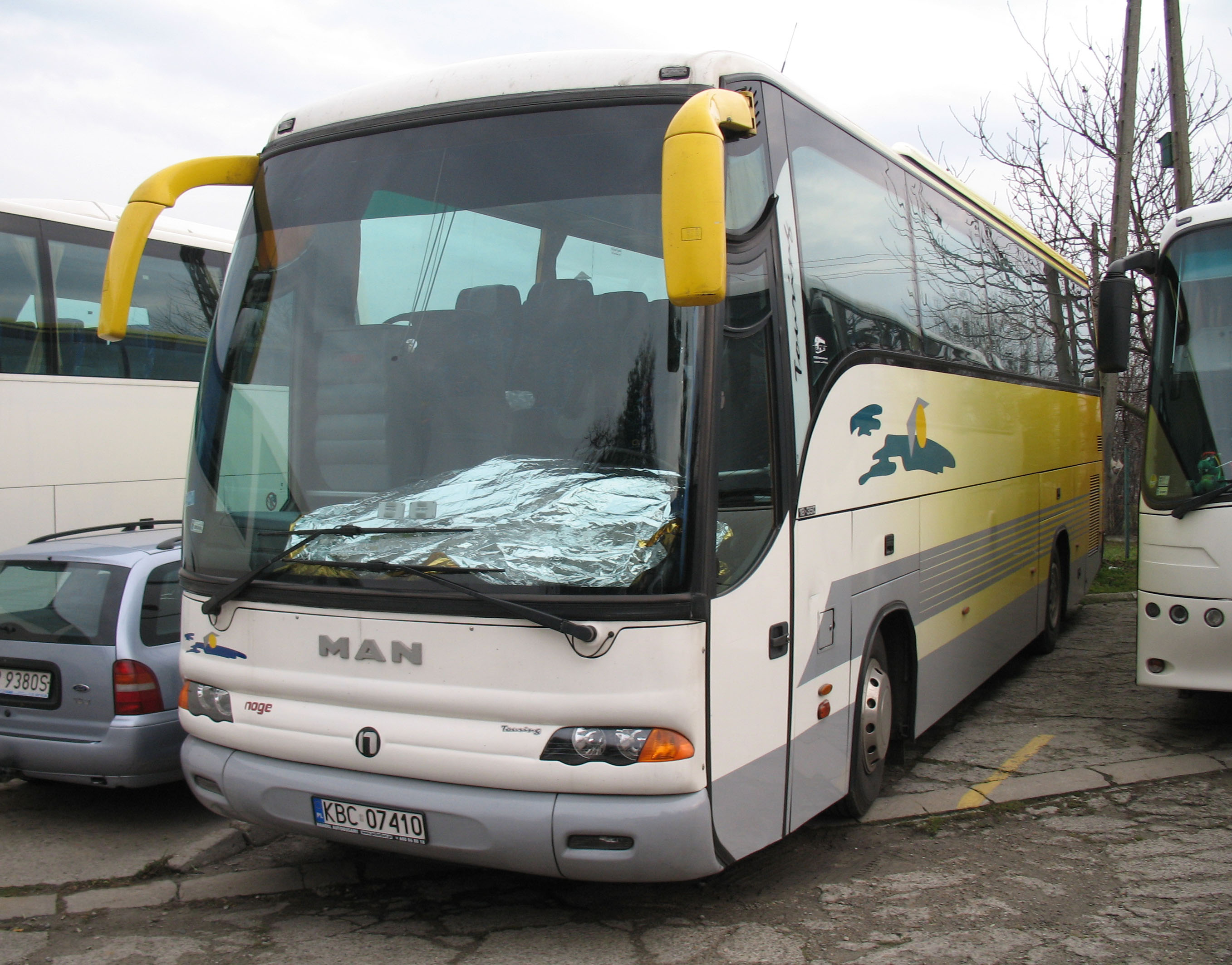
Noge Touring w Krakowie
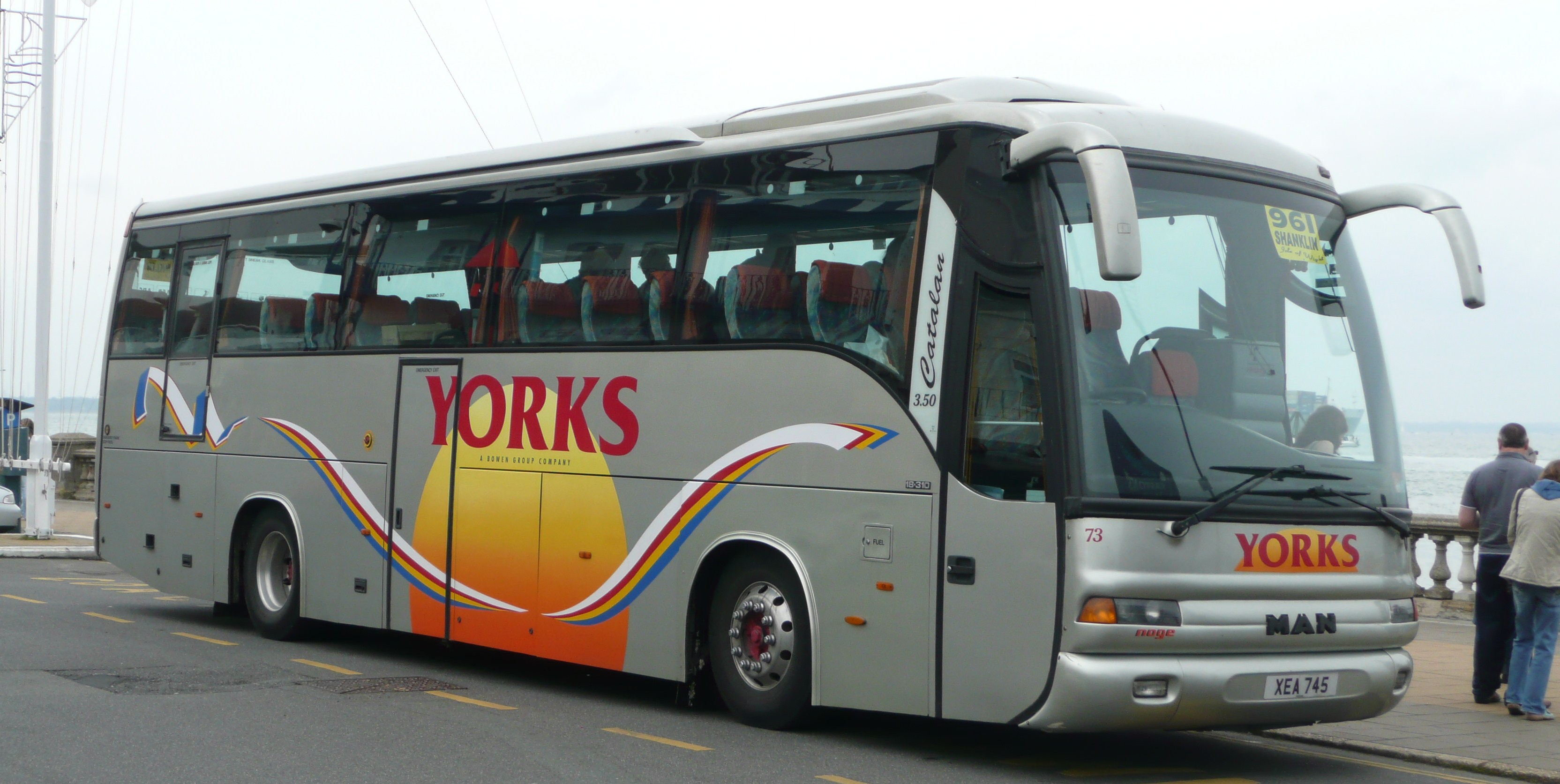
Noge Catalan